# Karl Zangemeister
Karl Friedrich Wilhelm Zangemeister (Hallungen, 28 novembre 1837 – Heidelberg, 8 giugno 1902) è stato un bibliotecario e filologo classico tedesco.

## Biografia
Studiò filologia classica presso le università di Berlino e Bonn, conseguendo il suo dottorato nel 1862 con la sua tesi intitolata De Horatii vocibus singularibus dissertatio. Successivamente, lavorò al progetto Corpus Inscriptionum Latinarum in Italia e dal 1868 al 1873 fu bibliotecario presso la Biblioteca Ducale di Gotha. Nel 1873 si trasferì presso l'Università di Heidelberg come bibliotecario e come professore di filologia classica nel 1875. Dal 1894 al 1902 fu associato alla direzione centrale del Königlichen Archäologischen Instituts (Istituto Archeologico Reale).

## Opere principali
- Inscriptiones Pompeianae parietariae et vasorum fictilium (con August Mau, 1871).
- Berichte über die im Auftrage der Kirchenvater commission unternommene Durchforschung der Biblitheken Englands, 1877.
- System des Real-Katalogs der Universitäts-Bibliothek Heidelberg, 1885.
- Pauli Orosii Historiarum adversum paganos libri VII, 1889.
- Die wappen, helmzierden und standarten der Grossen Heidelberger liederhandschrift (Manesse-codex), 1892.
- Bruchstücke der altsächsischen Bibeldichtung aus der Bibliotheca Palatina (con Wilhelm Braune, 1894),
- Theodor Mommsen als Schriftsteller : ein Verzeichnis seiner Schriften (con Emil Jacobs, 1905) .[2]